# Utku Ateş
Utku Ateş (Istanbul, 2 aprile 1990) è un attore e modello turco, noto per aver interpretato il ruolo di Yiğit Ateş nella serie DayDreamer - Le ali del sogno (Erkenci Kuş).

## Biografia
Utku Ateş è nato il 2 aprile 1990 a Istanbul (Turchia), fin da piccolo ha mostrato un'inclinazione per la recitazione.

## Carriera
Utku Ateş si è laureato presso il Dipartimento di cinema e televisione dell'Università di Bahçeşehir a Istanbul. Nel 2014 ha fatto la sua prima apparizione come attore nella serie Kurt Seyit ve Sura. Nello stesso anno ha recitato nel film Pek Yakında diretto da Cem Yılmaz. Nel 2015 ha ricoperto il ruolo di Baris nella serie Çilek Kokusu. Nel 2016 e nel 2017 ha interpretato il ruolo di Fatih nella serie Poyraz Karayel.
Nel 2017 e nel 2018 è entrato a far parte del cast della serie Hayat Sirlari, nel ruolo di Murat Basar. Nel 2018 ha recitato nelle serie Jet Sosyete e in Ege'nin hamsisi (nel ruolo di Rehber Sinan). Nel 2019 è stato scelto per interpretare il ruolo di Yiğit Ateş nella serie DayDreamer - Le ali del sogno (Erkenci Kuş) e dove ha recitato insieme ad attori come Can Yaman, Demet Özdemir e Kimya Gökçe Aytaç.
Nel 2019 ha recitato nella serie Kuzgun. Dal 2020 al 2022 è entrato a far parte del cast della serie Gönül Dagi, nel ruolo di Serdar. Nel 2021 ha interpretato il ruolo di Iskender nella serie Cam Tavanlar. Nel 2022 ha recitato nelle serie Alef, Kasaba Doktoru e Ah Nerede. Nello stesso anno ha recitato nel film Hayat Bugün diretto da Çigdem Bozali.

## Filmografia

### Cinema
- Pek Yakında, regia di Cem Yılmaz (2014)
- Hayat Bugün, regia di Çigdem Bozali (2022)

### Televisione
- La ragazza e l'ufficiale (Kurt Seyit ve Sura) – serie TV (2014)
- Çilek Kokusu – serie TV (2015)
- Poyraz Karayel – serie TV (2016-2017)
- Hayat Sirlari – serie TV (2017-2018)
- Jet Sosyete – serie TV (2018)
- Ege'nin hamsisi – serie TV (2018)
- DayDreamer - Le ali del sogno (Erkenci Kuş) – serie TV (2019)
- Kuzgun – serie TV (2019)
- Gönül Dagi – serie TV (2020-2022)
- Cam Tavanlar – serie TV (2021)
- Alef – serie TV (2022)
- Kasaba Doktoru – serie TV (2022)
- Ah Nerede – serie TV (2022)
- Forbidden Fruit (Yasak Elma) – serie TV, (2023)

## Spot pubblicitari
- Vodafone (2011)
- Paşabahçe (2013)
- İstanbul Olimpiyat Adaylığı (2013)
- Turkcell (2013)
- Beko (2013)
- Knorr (2013)
- Algida (2014)
- Madame Coco (2014)
- Halley (2014)
- P&G (2014)
- Ruffles (2014)

## Doppiatori italiani
Nelle versioni in italiano dei suoi film e delle sue serie TV, Utku Ateş è stato doppiato da:
- Daniele Raffaeli[21] in DayDreamer - Le ali del sogno[22]